# Drosera glabripes
Drosera glabripes ist eine fleischfressende Pflanze aus der Familie der Sonnentaugewächse (Droseraceae). Sie ist in Südafrika heimisch und wird in die Sektion Drosera der gleichnamigen Untergattung eingeordnet.

## Beschreibung
Drosera glabripes sind stammbildende, verholzende, ausdauernde krautige Pflanzen. Sie wachsen aufrecht aus älteren, niederliegenden Stämmen, die dicht mit alten, harten, herabgebogenen Blattstielen und Nebenblättern bedeckt sind. 
Die Blätter sind eng dachziegelartig angeordnet, fest und vom Stängel abgespreizt und in der Mitte der im Querschnitt konkaven Blattunterseite mit steifen Haaren besetzt.
Die Nebenblätter sind bis zu 1 Zentimeter groß, orangebraun, am Ansatz einfach und oberhalb in fünf bis sieben lange Borsten geschlitzt. Die Spreite ist umgekehrt-eiförmig, bis zu 1 Zentimeter lang und 5 Millimeter breit, sie trägt am Rand keulenförmige Tentakeln und die Unterseite ist stark behaart.
Die ein oder zwei Blütenstandsachsen entspringen den Blattachseln an der Spitze der Pflanze, sind drahtig, blattlos und bis zu 10 Zentimeter lang, an ihren Enden tragen sie sechs bis zwölf große Blüten, die an bis zu 7 Millimeter langen Blütenstielen stehen. Die Kelchblätter sind verwachsen, die einzelnen Lappen sind bis zu 5 Millimeter lang und spitz zulaufend. Die Kronblätter sind breit umgekehrt-eiförmig bis keilförmig, rötlich-violett und haben eine Länge von bis zu 11 Millimetern.
Die Staubblätter sind kurz, das Konnektiv rhomboidal. Die Griffel sind zweigeteilt, lang und ausgebreitet, die Enden der Narben sind kurz fächrig. Die Kapselfrüchte sind abgeflacht rundlich, die Samen fadenförmig, am Anfang breit und zur Spitze hin sich verjüngend, perlförmig gemustert und 1,5 Millimeter lang.

## Verbreitung
Die Art findet sich nur im Südwesten der Kapregion von der Kaphalbinsel bis nach Bredasdrop, sie wächst dort in den oberen Abschnitten montaner Höhenstufen an häufig nebligen Standorten.